# XXIV Premis de la Crítica de les Arts Escèniques
La vint-i-quatrena edició dels Premis de la Crítica de les Arts Escèniques va correspondre a l'any 2021. El lliurament dels premis va tenir lloc al Teatre Romea de Barcelona, el 21 de març de 2022. Aquesta va ser la primera edició dels premis en incloure una categoria específica per als espectacles de circ. En canvi, dins dels premis de dansa s'eliminà la categoria de millor espectacle de dansa de repertori i clàssica, instaurada a la VI edició dels Premis de la Crítica de Dansa, i també s'eliminà la categoria de millor peça de dansa de curt o mitjà format instaurada feia un any.

## IX Premi Gonzalo Pérez de Olaguer
- La Cubana, pels seus més de quaranta anys de trajectòria[1][3]

## III Premi Maria José Ragué
- Q-Ars Teatre, en reconeixement de la investigació i producció d’espectacles basats en noves dramatúrgies i temàtiques que aporten valor a l’espectador contemporani i capten l’interès del públic més jove i inquiet.[4]

## XXIV Premis de la Crítica de Teatre
| Categoria | Persona                                                                                          | Obra | Autoria                                                           | Direcció | Teatre |
| --- | ------------------------------------------------------------------------------------------------ | --- | ----------------------------------------------------------------- | --- | ------ |
| Millor espectacle |                                                                                                  | |                                                                   | |        |
| - | Opening Night                                                                                    | Marcos Morau i La Veronal | Marcos Morau                                                      | TNC |        |
| - | De què parlem mentre no parlem de tota aquesta merda?                                            | Joan Yago i La Calòrica | Israel Solà                                                       | TNC i Teatre Poliorama                                                                                              |        |
| - | Encara hi ha algú al bosc                                                                        | Anna Maria Ricart Codina i la productora Cultura i Conflicte | Joan Arqué Solà                                                   | Teatre de Salt (Temporada Alta 2020), Teatre de l'Aurora d'Igualada i TNC                                           |        |
| Millor espectacle internacional |                                                                                                  | |                                                                   | |        |
| - | Bros                                                                                             | Romeo Castellucci, Scott Gibbons i Piersandra Di Matteo | Romeo Castellucci                                                 | El Canal. Centre d'Arts Escèniques Salt/Girona(Temporada Alta 2021)                                                 |        |
| - | Dear Winnie                                                                                      | Col·lectiu escènic Jr.cE.sA.r (Fikry El Azzouzi, Junior Mthombeni i Cesar Janssens), amb producció del KVS (Reial Teatre Flamenc) de Brussel·les, el Théâtre de Liège, el Nottingham New Theatre (NNT) i la productora PerPodium | Junior Mthombeni i Cesar Janssens                                 | Teatre Lliure (Grec 21)                                                                                             |        |
| - | Misericordia                                                                                     | Emma Dante i la Compagnia Sud Costa Occidentale amb producció del Piccolo Teatro de Milà – Teatro d’Europa i el Teatro Biondo de Palerm i Carnezzeria                                                                            | Emma Dante                                                        | Teatre Lliure |        |
| Millor espectacle de petit format |                                                                                                  | |                                                                   | |        |
| - | M'hauríeu de pagar                                                                               | Jordi Prat i Coll | Jordi Prat i Coll                                                 | Sala Atrium (Grec 21) i Sala La Planeta (Temporada Alta 2020)                                                       |        |
| - | Història d'un senglar (o alguna cosa de Ricard)                                                  | Gabriel Calderón, a partir de Ricard III de William Shakespeare | Gabriel Calderón                                                  | Temporada Alta 2020 (en línia) i Teatre Lliure (De Grec 2020 a Grec 2021)                                           |        |
| - | La mala dicció                                                                                   | Jordi Oriol i la Cia. Indi Gest, a partir de Macbeth de William Shakespeare | Xavier Albertí                                                    | Teatre Lliure (Grec 21)                                                                                             |        |
| Millor musical |                                                                                                  | |                                                                   | |        |
| - | La filla del mar                                                                                 | La Barni Teatre i Grup Focus, a partir de l'obra homònima d'Àngel Guimerà, amb llibret i lletres de Jaume Viñas i música i lletres de Marc Sambola                                                                               | Marc Vilavella i Marc Sambola                                     | Teatre Condal (Grec 21)                                                                                             |        |
| - | Billy Elliot: El musical                                                                         | Música d'Elton John i llibret i lletres de Lee Hall, amb producció de SOM Produce | David Serrano, Maite Pérez Astorga, Stephen Daldry i Gaby Goldman | Teatre Victòria |        |
| - | Cantando bajo la lluvia                                                                          | Llibret de Betty Comden i Adolph Green, lletra d'Arthur Freed i música de Nacio Herb Brown, amb producció de Nostromo Live | Àngel Llàcer, Manu Guix i Andreu Gallén                           | Teatre Tívoli |        |
| Premi a les noves tendències |                                                                                                  | |                                                                   | |        |
| - | Hermafrodites a cavall o la rebel·lió del desig                                                  | Laura Vila Kremer, Raquel Loscos, Víctor Ramírez Tur i el Col·lectiu Que no salga de aquí | Raquel Loscos i Víctor Ramírez Tur                                | Poliesportiu Municipal de Tàrrega (FiraTàrrega 2021)                                                                |        |
| - | Forasters vindran…                                                                               | Susanna Barranco, Marta Galán Sala, Núria Lloansi i Juan Navarro | Marta Galán Sala                                                  | Teatre Lliure |        |
| - | Aquellas que no deben morir                                                                      | Creació col·lectiva de Las Huecas (Júlia Barbany, Esmeralda Colette, Núria Coromines, Andrea Pellejero) | Las Huecas                                                        | Teatre Principal de Terrassa (Festival TNT 2021) i Antic Teatre                                                     |        |
| Millor direcció |                                                                                                  | |                                                                   | |        |
| Marcos Morau | Opening Night                                                                                    | Marcos Morau i La Veronal | -                                                                 | TNC |        |
| Albert Arribas | El jardí                                                                                         | Lluïsa Cunillé i Centaure Produccions | -                                                                 | Sala Beckett |        |
| Clàudia Cedó | Mare de sucre                                                                                    | Clàudia Cedó i Escenaris Especials | -                                                                 | TNC |        |
| Millor actriu principal |                                                                                                  | |                                                                   | |        |
| Àurea Márquez | M'hauríeu de pagar                                                                               | Jordi Prat i Coll | Jordi Prat i Coll                                                 | Sala Atrium (Grec 21) i Sala La Planeta (Temporada Alta 2020)                                                       |        |
| Màrcia Cisteró i Antonia Jaume (Ex aequo) | El jardí                                                                                         | Lluïsa Cunillé i Centaure Produccions | Albert Arribas                                                    | Sala Beckett |        |
| Clara Segura | Filumena Marturano                                                                               | Eduardo De Filippo i Cia. La Perla 29 | Oriol Broggi                                                      | Biblioteca de Catalunya i Teatre Municipal de Girona (Temporada Alta 2021)                                          |        |
| Millor actor principal |                                                                                                  | |                                                                   | |        |
| Joan Carreras | Història d'un senglar o alguna cosa de Ricard                                                    | Gabriel Calderón a partir de Ricard III de William Shakespeare | Gabriel Calderón                                                  | Temporada Alta 2020 (en línia) i Teatre Lliure (De Grec 2020 a Grec 2021)                                           |        |
| Guillem Balart | Hamlet Aribau                                                                                    | Versió de la Cia. La Perla 29 i el Grup Balañà de Hamlet de William Shakespeare | Oriol Broggi                                                      | Cine Aribau |        |
| Enrico lanniello | Filumena Marturano                                                                               | Eduardo De Filippo i Cia. La Perla 29 | Oriol Broggi                                                      | Biblioteca de Catalunya i Teatre Municipal de Girona (Temporada Alta 2021)                                          |        |
| Millor actriu de repartiment |                                                                                                  | |                                                                   | |        |
| Mònica López | De què parlem mentre no parlem de tota aquesta merda?                                            | Joan Yago i La Calòrica | Israel Solà                                                       | TNC i Teatre Poliorama                                                                                              |        |
| Roser Batalla | Solo llamé para decirte que te amo                                                               | Nelson Valente | Nelson Valente                                                    | Teatre el Magatzem (FITT 2021) i La Villarroel                                                                      |        |
| Júlia Truyol | De què parlem mentre no parlem de tota aquesta merda?                                            | Joan Yago i La Calòrica | Israel Solà                                                       | TNC i Teatre Poliorama                                                                                              |        |
| Millor actor de repartiment |                                                                                                  | |                                                                   | |        |
| Nao Albet | Billy’s violence                                                                                 | Victor Afung Lauwers, Elke Janssens, Erwin Jans, Maarten Seghers i la Needcompany | Jan Lauwers                                                       | TNC (Grec 21) |        |
| Albert Pérez | M'hauríeu de pagar                                                                               | Jordi Prat i Coll | Jordi Prat i Coll                                                 | Sala Atrium (Grec 21) i Sala La Planeta (Temporada Alta 2020)                                                       |        |
| Marc Rius | De què parlem mentre no parlem de tota aquesta merda?                                            | Joan Yago i La Calòrica | Israel Solà                                                       | TNC i Teatre Poliorama                                                                                              |        |
| Millor actriu de musical |                                                                                                  | |                                                                   | |        |
| Clara Solé | La filla del mar                                                                                 | La Barni Teatre i Grup Focus, a partir de l'obra homònima d'Àngel Guimerà, amb llibret i lletres de Jaume Viñas i música i lletres de Marc Sambola                                                                               | Marc Vilavella i Marc Sambola                                     | Teatre Condal (Grec 21)                                                                                             |        |
| Mercè Martínez | T'estimo si he begut                                                                             | Dagoll Dagom, La Brutal i T de Teatre, a partir de textos d'Empar Moliner i amb música d'Andreu Gallén | David Selvas i Andreu Gallén                                      | Teatre La Sala de Rubí (estrena), Teatre Municipal de Girona (Temporada Alta 2020) i Teatre Poliorama, entre altres |        |
| Mireia Portas | Cantando bajo la lluvia                                                                          | Llibret de Betty Comden i Adolph Green, lletra d'Arthur Freed i música de Nacio Herb Brown, amb producció de Nostromo Live | Àngel Llàcer, Manu Guix i Andreu Gallén                           | Teatre Tívoli |        |
| Millor actor de musical |                                                                                                  | |                                                                   | |        |
| Jordi Vidal | Guillermotta                                                                                     | Jordi Prat i Coll a partir de les cançons i la figura de Guillermina Motta | Jordi Prat i Coll i Jordi Cornudella                              | Sala Atrium |        |
| Ivan Labanda | Cantando bajo la lluvia                                                                          | Llibret de Betty Comden i Adolph Green, lletra d'Arthur Freed i música de Nacio Herb Brown, amb producció de Nostromo Live | Àngel Llàcer, Manu Guix i Andreu Gallén                           | Teatre Tívoli |        |
| Toni Viñals | La filla del mar                                                                                 | La Barni Teatre i Grup Focus, a partir de l'obra homònima d'Àngel Guimerà, amb llibret i lletres de Jaume Viñas i música i lletres de Marc Sambola                                                                               | Marc Vilavella i Marc Sambola                                     | Teatre Condal (Grec 21)                                                                                             |        |
| Millor text |                                                                                                  | |                                                                   | |        |
| Jordi Prat i Coll | M'hauríeu de pagar                                                                               | Jordi Prat i Coll | Jordi Prat i Coll                                                 | Sala Atrium (Grec 21) i Sala La Planeta (Temporada Alta 2020)                                                       |        |
| Jordi Oriol | La mala dicció                                                                                   | Jordi Oriol i la Cia. Indi Gest, a partir de Macbeth de William Shakespeare | Xavier Albertí                                                    | Teatre Lliure (Grec 21)                                                                                             |        |
| Joan Yago | De què parlem mentre no parlem de tota aquesta merda?                                            | Joan Yago i La Calòrica | Israel Solà                                                       | TNC i Teatre Poliorama                                                                                              |        |
| Millor dramatúrgia o adaptació |                                                                                                  | |                                                                   | |        |
| Anna Maria Ricart Codina | Encara hi ha algú al bosc                                                                        | Anna Maria Ricart Codina i la productora Cultura i Conflicte | Joan Arqué Solà                                                   | Teatre de Salt (Temporada Alta 2020), Teatre de l'Aurora d'Igualada i TNC                                           |        |
| Clàudia Cedó | Canto jo i la muntanya balla                                                                     | Adaptació de la novel·la homònima d'Irene Solà a càrrec de Clàudia Cedó i la Cia. La Perla 29 | Guillem Albà i Joan Arqué                                         | Biblioteca de Catalunya i Teatre Municipal de Girona (Temporada Alta 2021)                                          |        |
| Marta Pazos | Viaje a la luna                                                                                  | Adaptació del guió cinematogràfic homònim de Federico García Lorca a càrrec de Marta Pazos per al projecte IT Teatre de l'Institut del Teatre                                                                                    | Marta Pazos                                                       | Teatre Lliure |        |
| Millor espai escènic |                                                                                                  | |                                                                   | |        |
| Max Glaenzel | Opening Night                                                                                    | Marcos Morau i La Veronal | Marcos Morau                                                      | TNC |        |
| Alfred Casas i Laura Clos “Closca” | Canto jo i la muntanya balla                                                                     | Adaptació de la novel·la homònima d'Irene Solà a càrrec de Clàudia Cedó i la Cia. La Perla 29 | Guillem Albà i Joan Arqué                                         | Biblioteca de Catalunya i Teatre Municipal de Girona (Temporada Alta 2021)                                          |        |
| Max Glaenzel i Sílvia Delagneau | Aquell dia tèrbol que vaig sortir d’un cinema de l’Eixample i vaig decidir convertir-me en un om | Eleonora Herder a partir de la pel·lícula Les verges suïcides de Sofia Coppola i de textos de Jeffrey Eugenides, Albert Camus, Donna Haraway, Paul B. Preciado, Greta Thunberg, Joey Soloway i Virginia Woolf                    | Alicia Gorina                                                     | Teatre Lliure |        |
| Millor vestuari |                                                                                                  | |                                                                   | |        |
| Sílvia Delagneau | Opening Night                                                                                    | Marcos Morau i La Veronal | Marcos Morau                                                      | TNC |        |
| Lluc Castells i Marian García | L’emperadriu del Paral·lel                                                                       | Lluïsa Cunillé | Xavier Albertí                                                    | TNC |        |
| Alejandra Lorenzo | Viaje a la luna                                                                                  | Adaptació del guió cinematogràfic homònim de Federico García Lorca a càrrec de Marta Pazos per al projecte IT Teatre de l'Institut del Teatre                                                                                    | Marta Pazos                                                       | Teatre Lliure |        |
| Millor il·luminació |                                                                                                  | |                                                                   | |        |
| Bernat Jansà | Opening Night                                                                                    | Marcos Morau i La Veronal | Marcos Morau                                                      | TNC |        |
| Cube.bz | Viaje a la luna                                                                                  | Adaptació del guió cinematogràfic homònim de Federico García Lorca a càrrec de Marta Pazos per al projecte IT Teatre de l'Institut del Teatre                                                                                    | Marta Pazos                                                       | Teatre Lliure |        |
| Sylvia Kuchinow | Canto jo i la muntanya balla                                                                     | Adaptació de la novel·la homònima d'Irene Solà a càrrec de Clàudia Cedó i la Cia. La Perla 29 | Guillem Albà i Joan Arqué                                         | Biblioteca de Catalunya i Teatre Municipal de Girona (Temporada Alta 2021)                                          |        |
| Millors eines digitals |                                                                                                  | |                                                                   | |        |
| Marc Homar | P-acte idiota                                                                                    | Cia. Hermanas Picohueso | Lluki Portas, Diego Ingold i Gal·la Peire Camps                   | Escola Àngel Guimerà de Tàrrega (FiraTàrrega 2021) i Museu Can Framis (Escena Poblenou 2021)                        |        |
| Francesc Isern | Hamlet Aribau                                                                                    | Versió de la Cia. La Perla 29 i el Grup Balañà de Hamlet de William Shakespeare | Oriol Broggi                                                      | Cine Aribau |        |
| Joan Rodón | Red                                                                                              | John Logan | Guido Torlonia                                                    | Teatre Akadèmia |        |
| Millor espai sonor |                                                                                                  | |                                                                   | |        |
| Joan Solé | Las canciones                                                                                    | Pablo Messiez a partir de personatges i situacions de les peces d'Anton Txékhov | Pablo Messiez                                                     | Teatre Lliure |        |
| Àlex Polls | Forasters vindran…                                                                               | Creació col·lectiva de Susanna Barranco, Marta Galán Sala, Núria Lloansi i Juan Navarro | Marta Galán Sala                                                  | Teatre Lliure |        |
| Juan Cristóbal Saavedra | Opening Night                                                                                    | Marcos Morau i La Veronal | Marcos Morau                                                      | TNC |        |
| Millor música original o adaptada |                                                                                                  | |                                                                   | |        |
| Marc Sambola | La filla del mar                                                                                 | La Barni Teatre i Grup Focus, a partir de l'obra homònima d'Àngel Guimerà, amb llibret i lletres de Jaume Viñas i música i lletres de Marc Sambola                                                                               | Marc Vilavella i Marc Sambola                                     | Teatre Condal (Grec 21)                                                                                             |        |
| Judit Neddermann | Canto jo i la muntanya balla                                                                     | Adaptació de la novel·la homònima d'Irene Solà a càrrec de Clàudia Cedó i la Cia. La Perla 29 | Guillem Albà i Joan Arqué                                         | Biblioteca de Catalunya i Teatre Municipal de Girona (Temporada Alta 2021)                                          |        |
| Hugo Torres | Viaje a la luna                                                                                  | Adaptació del guió cinematogràfic homònim de Federico García Lorca a càrrec de Marta Pazos per al projecte IT Teatre de l'Institut del Teatre                                                                                    | Marta Pazos                                                       | Teatre Lliure |        |
| Premi Revelació |                                                                                                  | |                                                                   | |        |
| Andrea Álvarez | Mare de sucre                                                                                    | Clàudia Cedó i Escenaris Especials | Clàudia Cedó                                                      | TNC |        |
| Marc Buxaderas | Mare de sucre                                                                                    | Clàudia Cedó i Escenaris Especials | Clàudia Cedó                                                      | TNC |        |
| Alícia Falcó, Blau Granell, Roc Martínez, Abril Pinyol i Lea Torrents | Aquell dia tèrbol que vaig sortir d’un cinema de l’Eixample i vaig decidir convertir-me en un om | Eleonora Herder a partir de la pel·lícula Les verges suïcides de Sofia Coppola i de textos de Jeffrey Eugenides, Albert Camus, Donna Haraway, Paul B. Preciado, Greta Thunberg, Joey Soloway i Virginia Woolf                    | Alicia Gorina                                                     | Teatre Lliure |        |
| Millor Sala |                                                                                                  | |                                                                   | |        |
| Sala La Planeta, per la seva feina d’exhibició, de connexió amb el territori i de producció. |                                                                                                  | |                                                                   | |        |
| Jurat de Teatre |                                                                                                  | |                                                                   | |        |
| Rosa Badia (Cadena Ser - Tot és Comèdia) Jordi Bordes (El Punt Avui), Carme Canet (Catalunya Ràdio – Entre Caixes), Laura Contreras (Canal Terrassa - Teló de fons), Alba Cuenca Sánchez (Recomana / Entreacte), Elisa Díez (Butaques i Somnis / Recomana), Sergi Dòria (ABC), Imma Fernández (El Periódico / Recomana), Martí Figueras (Núvol), Santi Fondevila (Ara), Andreu Gomila (El Temps de les Arts), Iolanda G. Madariaga (Recomana), Judit Martínez (Crit Cultural / Novaveu), Juan Carlos Olivares (La Vanguardia / Recomana), Ramon Oliver (La Vanguardia - Què fem? / Recomana), Oriol Osan (Núvol), Xavi Pardo (RAC1 / Àrtic), Manuel Pérez i Muñoz (Entreacte / El Periódico), Ana Prieto Nadal (Núvol), Oriol Puig Taulé (Núvol), José Carlos Sorribes (El Periódico), Andreu Sotorra (Clip de Teatre) i Pep Vila (Catalunya Ràdio - L'apuntador) |                                                                                                  | |                                                                   | |        |

## VIII Premis de la Crítica de Dansa
| Categoria | Persona | Obra | Autoria | Direcció | Teatre |
| --- | --- | --- | --- | --- | --- |
| Millor espectacle nacional de dansa | | | | | |
| - | La litugria de las horas | Juan Carlos Lérida, amb producció del Mercat de les Flors, el TanzHaus NRW de Düsseldorf, l'Associació Flamenco Empírico, la Fira Mediterrània de Manresa, el Festival Sismògraf d’Olot, Terrassa Arts Escèniques i el Teatre L'Artesà del Prat de Llobregat.                                                                                   | Juan Carlos Lérida | Mercat de les Flors | |
| - | Made of Space | Guy Nader, Maria Campos i companyia GN\|MC | Guy Nader i Maria Campos | Mercat de les Flors (Grec 21) | |
| - | Orthopedica corporatio | Marina Mascarell, amb producció del Mercat de les Flors, el Korzo Theatre de La Haia i el Taipei Perfoming Arts Center. | Marina Mascarell | Mercat de les Flors | |
| Millor espectacle internacional de dansa | | | | | |
| - | Re:incarnation | Qudus Onikeku i The QDance Company de Lagos, amb coproducció de la Biennal de la dansa de Lió, Les Spectacles vivants-Centre Pompidou de París, Les Halles de Schaerbeek, el Théâtre Paul Eluard de Bezons i el Théâtre National de Bretanya.                                                                                                   | Qudus Onikeku | Mercat de les Flors (Grec 2021) | |
| - | Programa Cunningham: For Four Walls, RainForest i Sounddance | Ballet de Lorraine i Petter Jacobsson, amb coproducció amb el Chaillot – Théâtre national de la Danse. Amb coreografies de Petter Jacobsson i Thomas Caley (For Four Walls) i Merce Cunningham (Sounddance i RainForest) | Petter Jacobsson, Thomas Caley, Meg Harper, Cheryl Therrien i Ashley Chen | Mercat de les Flors (Dansa Metropolitana 2021) | |
| - | My body of coming forth by day | Olivier Dubois i la Compagnie Oliver Dubois (COD) | Olivier Dubois | Mercat de les Flors (Dansa Metropolitana 2021) | |
| Millor ballarina | | | | | |
| Sol Picó | Malditas plumas | Sol Picó, amb textos de Cristina Morales, Heinrich Böll i Francisco Casavella i coproducció del Teatre Nacional de Catalunya i el festival de Dansa Metropolitana 2020. | Sol Picó | Teatre Nacional de Catalunya (Grec 2021) i Sala Beckett | |
| Cecilia Colacrai | 5.100 m/s | Joan Català, amb producció del Mercat de les Flors i el Grec 2020. | Iris Heitzinger i Joan Català | Mercat de les Flors (cicle Circ d'Ara Mateix 2021 i Grec 2020) i Teatre Principal d'Olot (Sismògraf 2021) | |
| Paula Tato | Cinc maneres de matar el temps | Cia. Thomas Noone Dance | Thomas Noone | SAT! (Dansa Metropolitana 2021) i Pista d'atletisme d'Olot (Sismògraf 2021) | |
| Millor ballarí | | | | | |
| Juan Carlos Lérida | La litugria de las horas | Juan Carlos Lérida, amb producció del Mercat de les Flors, el TanzHaus NRW de Düsseldorf, l'Associació Flamenco Empírico, la Fira Mediterrània de Manresa, el Festival Sismògraf d’Olot, Terrassa Arts Escèniques i el Teatre L'Artesà del Prat de Llobregat.                                                                                   | Juan Carlos Lérida | Mercat de les Flors | |
| Ouluy | The very last northern white rhino | Gaston Core | Gaston Core | Sala Hiroshima (Grec 2021) | |
| Héctor Plaza | Made of Space | Guy Nader, Maria Campos i companyia GN\|MC | Guy Nader i Maria Campos | Mercat de les Flors (Grec 21) | |
| Millor coreografia | | | | | |
| Guy Nader i Maria Campos | Made of Space | Guy Nader, Maria Campos i companyia GN\|MC | Guy Nader i Maria Campos | Mercat de les Flors (Grec 21) | |
| Jesús Rubio Gamo | Acciones sencillas | Jesús Rubio Gamo | Jesús Rubio Gamo | Mercat de les Flors (Grec 21) | |
| Marcos Morau i La Veronal | Opening Night | Marcos Morau i La Veronal | Marcos Morau | TNC | |
| Millor solo | | | | | |
| Antes Collado | Crisálida | Antes Collado i La Mutant de València | Antes Collado | La Carbonera d'Olot (Sismògraf 2021), Centre Culrural La Mercè de Girona (Temporada Alta 2021) i Teatre L'Artesà del Prat de Llobregat (Festival Indisciplinats 2021) | |
| Karen Lugo | Golpe de tierra | Karen Lugo | Karen Lugo | Centre Cívic Parc Sandaru de Barcelona (Dansa Metropolitana 2021) i Centre d'Art Tecla Sala | |
| Gaston Core | The very last northern white rhino | Gaston Core | Gaston Core | Sala Hiroshima (Grec 2021) | |
| Menció Especial | - Hop Festival, pel seu treball en xarxa per a professionalitzar les danses urbanes. - Miguel Marín, per les serves aportacions artístiques i musicals als espectacles de Guy Nader i Maria Campos. - Damien Bazin, per l’espai sonor d’Orthopedica corporatio. - Paula Miranda, per l’escenografia i la il·luminació d’Orthopedica corporatio. | - Hop Festival, pel seu treball en xarxa per a professionalitzar les danses urbanes. - Miguel Marín, per les serves aportacions artístiques i musicals als espectacles de Guy Nader i Maria Campos. - Damien Bazin, per l’espai sonor d’Orthopedica corporatio. - Paula Miranda, per l’escenografia i la il·luminació d’Orthopedica corporatio. | - Hop Festival, pel seu treball en xarxa per a professionalitzar les danses urbanes. - Miguel Marín, per les serves aportacions artístiques i musicals als espectacles de Guy Nader i Maria Campos. - Damien Bazin, per l’espai sonor d’Orthopedica corporatio. - Paula Miranda, per l’escenografia i la il·luminació d’Orthopedica corporatio. | - Hop Festival, pel seu treball en xarxa per a professionalitzar les danses urbanes. - Miguel Marín, per les serves aportacions artístiques i musicals als espectacles de Guy Nader i Maria Campos. - Damien Bazin, per l’espai sonor d’Orthopedica corporatio. - Paula Miranda, per l’escenografia i la il·luminació d’Orthopedica corporatio. | - Hop Festival, pel seu treball en xarxa per a professionalitzar les danses urbanes. - Miguel Marín, per les serves aportacions artístiques i musicals als espectacles de Guy Nader i Maria Campos. - Damien Bazin, per l’espai sonor d’Orthopedica corporatio. - Paula Miranda, per l’escenografia i la il·luminació d’Orthopedica corporatio. |
| Jurat de Dansa | | | | | |
| Clàudia Brufau (Revista Musical Catalana), Natàlia Chocarro (El Punt Avui), Sara Esteller (Levante-EMV), Oriol Puig Taulé (Núvol) i Bàrbara Raubert (Recomana) | | | | | |

## VIII Premi de la Crítica de Teatre Familiar
| Categoria | Persona                 | Obra                                                                                         | Autoria                                                         | Direcció                                                                        | Teatre |
| --- | ----------------------- | -------------------------------------------------------------------------------------------- | --------------------------------------------------------------- | ------------------------------------------------------------------------------- | ------ |
| Millor espectacle familiar |                         |                                                                                              |                                                                 |                                                                                 |        |
| - | La motxilla de l'Ada    | Teatre al detall i Jordi Palet i Puig                                                        | Joan Maria Segura Bernadas                                      | L'Escorxador d'Igualada (Mostra Igualada 2021) i SAT! (Grec 2021)               |        |
| - | Bye Bye Monstre         | Dagoll Dagom, Marc Artigau, Anna Rosa Cisquella, David Pintó Codinasaltas i Dàmaris Gelabert | Anna Rosa Cisquella, Àlex Martínez i Lluc Fruitós (Brodas Bros) | Teatre Poliorama                                                                |        |
| - | Les croquetes oblidades | Les Bianchis i Clàudia Cedó                                                                  | Israel Solà                                                     | Sala Beckett, L'Escorxador d'Igualada (Mostra Igualada 2021) i Teatre Poliorama |        |
| Jurat Familiar |                         |                                                                                              |                                                                 |                                                                                 |        |
| Ferran Baile (Recomana), Jordi Bordes (El Punt Avui), Núria Cañamares (Entreacte), Dani Chicano (Proscenium), Martí Figueras (Núvol), Iolanda G Madariaga (Recomana), Martí Rossell Pelfort (Novaveu) i Marc Sabater (Petit Sabadell / Petit Terrassa) |                         |                                                                                              |                                                                 |                                                                                 |        |

## VII Premi de la Crítica d'Arts del Carrer
| Categoria | Persona             | Obra                                                                                               | Autoria                                     | Direcció                                                   | Teatre |
| --- | ------------------- | -------------------------------------------------------------------------------------------------- | ------------------------------------------- | ---------------------------------------------------------- | ------ |
| Millor espectacle d'arts del carrer |                     | |                                             |                                                            |        |
| - | Ciutat dormitori    | Pau Masaló Llorà, Irena Visa i la companyia Contenidos Superfluos, amb producció del Teatre Lliure | Pau Masaló Llorà                            | Cementiri de Montjuïc (Primera edició de Viu Montjuïc)     |        |
| - | Alter               | Creació col·lectiva de la Cia. Kamchàtka, amb coproducció de FiraTàrrega                           | Creació col·lectiva de la Cia. Kamchàtka    | FiraTàrrega 2021                                           |        |
| - | MDR (Mort de riure) | Los Galindos, Bet Garrell i Marcel Escolano                                                        | Los Galindos, Bet Garrell i Marcel Escolano | Fira Trapezi 2021, Mostra Igualada 2021 i FiraTàrrega 2021 |        |
| Jurat Arts de Carrer |                     | |                                             |                                                            |        |
| Núria Cañamares (Entreacte), Alba Cuenca Sánchez (Recomana / Entreacte) Imma Fernández (El Periódico de Catalunya / Recomana), Gema Moraleda (Somnis de teatre), Xavi Pardo (RAC1 / Àrtic), Manuel Pérez i Muñoz (Entreacte / El Periódico de Catalunya) i Oriol Puig Taulè (Núvol) |                     | |                                             |                                                            |        |

## I Premis de la Crítica de Circ
| Categoria | Persona                                                  | Obra                                                                              | Autoria                                                                                 | Direcció | Teatre                                                   |
| --- | -------------------------------------------------------- | --------------------------------------------------------------------------------- | --------------------------------------------------------------------------------------- | --- | -------------------------------------------------------- |
| Millor espectacle de Circ |                                                          |                                                                                   |                                                                                         | |                                                          |
| - | MDR (Mort de riure)                                      | Los Galindos, Bet Garrell i Marcel Escolano                                       | Los Galindos, Bet Garrell i Marcel Escolano                                             | Fira Trapezi 2021, Mostra Igualada 2021 i FiraTàrrega 2021 |                                                          |
| - | NUYE                                                     | Companyia de circ “eia”, Armando Rabanera Muro, Fabrizio Giannini i Roberto Magro | Armando Rabanera Muro, Fabrizio Giannini, Roberto Magro Cristiano i Davide Della Monica | Teatre Ovidi Montllor del Mercat de les Flors (Grec 2021), Col·legi Sant Josep de Tàrrega (FiraTàrrega 2021) i El Canal. Centre d'Arts Escèniques Salt/Girona (Temporada Alta 2021) |                                                          |
| - | Random                                                   | Pablo Molina i Joel Martí                                                         | Pablo Molina i Joel Martí                                                               | Fira Trapezi 2021 |                                                          |
| Menció Especial | - Nits de Circ, organitzades per Circus Arts Foundation. | - Nits de Circ, organitzades per Circus Arts Foundation.                          | - Nits de Circ, organitzades per Circus Arts Foundation.                                | - Nits de Circ, organitzades per Circus Arts Foundation. | - Nits de Circ, organitzades per Circus Arts Foundation. |
| Jurat de Circ |                                                          |                                                                                   |                                                                                         | |                                                          |
| Marcel Barrera (Zirkòlika), Jordi Bordes (El Punt Avui), Núria Cañamares (Entreacte), Marta Cervera (El Periódico), Núria Juanico (Ara) i Vicent Llorca (Zirkòlika) |                                                          |                                                                                   |                                                                                         | |                                                          |

## V Premi Novaveu de la Crítica Jove
| Obra | Autoria                                                                                                 | Direcció                           | Teatre                                                                                         |
| --- | --- | ---------------------------------- | ---------------------------------------------------------------------------------------------- |
| Aquellas que no deben morir | Creació col·lectiva de Las Huecas (Júlia Barbany, Esmeralda Colette, Núria Coromines, Andrea Pellejero) | Las Huecas                         | Teatre Principal de Terrassa (Festival TNT 2021) i Antic Teatre                                |
| Cry babies | Creació col·lectiva de la companyia The Followers (Andrea Monje i Laura Riera)                          | The Followers                      | Antic Teatre (Dansa Metropolitana 2021) i Teatre Tantarantana (RBLS Festival Teatre Jove 2021) |
| Hermafrodites a cavall o la rebel·lió del desig | Laura Vila Kremer, Raquel Loscos, Víctor Ramírez Tur i el Col·lectiu Que no salga de aquí               | Raquel Loscos i Víctor Ramírez Tur | Poliesportiu Municipal de Tàrrega (FiraTàrrega 2021)                                           |
| Lázaro | Roberto Hoyo i la companyia LEAMŎK a partir de El lazarillo de Tormes.                                  | Roberto Hoyo                       | Teatre de l'Aurora d'Igualada (Mostra Igualada 2021) i Teatre Tantarantana                     |
| Jurat | |                                    |                                                                                                |
| Membres del col·lectiu Novaveu: Paula Carreras, Alba Cuenca Sánchez, Marta Duran Arranz, Lucia Gusmaroli, Judit Martínez Gili, Nil Martín López, Anna Molinet Mateo, Héctor Naranjo-Gámez, Sasha Pradkhan, Martí Rossell Pelfort i Laura Ulldemolins. | |                                    |                                                                                                |